# Cécile Manorohanta
Cécile Manorohanta (...) è una politica malgascia.
Ha ricoperto la carica di Primo ministro del Madagascar dal 18 dicembre 2009 al 20 dicembre 2009.